# Richard Bernheimer
Richard Bernheimer (geboren 30. September 1907 in München; gestorben Juni 1958 in Lissabon) war ein deutscher Kunsthistoriker.

## Leben
Richard Bernheimer stammte aus der Münchner Kunsthändlerfamilie Bernheimer. Er besuchte das Ludwigsgymnasium und studierte ab 1925 Kunstgeschichte, Archäologie und ostasiatische Kunstgeschichte in München, Berlin und Rom. Er wurde 1930 in München bei Wilhelm Pinder mit der Dissertation Romanische Tierplastik und die Ursprünge ihrer Motive promoviert.
Seine Forschungsschwerpunkte galten der mittelalterlichen sowie der ostasiatischen und orientalischen Kunst. Im Anschluss an sein Studium arbeitete Bernheimer bis 1933 im familiären Kunsthandel mit. Nach der Machtübergabe an die Nationalsozialisten 1933 emigrierte er in die USA und fand eine Stelle am Bryn Mawr College (PA), wo er bis 1958 als Professor für Kunstgeschichte tätig war. 
1941 wurde er Mitglied des Institute for Advanced Study in Princeton. Während des Zweiten Weltkrieges diente Bernheimer ab 1942 in der US Army und wurde unter anderem als Übersetzer für deutsche Kriegsgefangene eingesetzt. 
Bernheimers 1952 erschienenes Werk Wild Men in the Middle Ages gilt als die erste wissenschaftliche Untersuchung der Rolle wilder Kreaturen in Kunstwerken des Mittelalters. 1955/56 war Bernheimer Guggenheim Fellow. 

## Schriften (Auswahl)

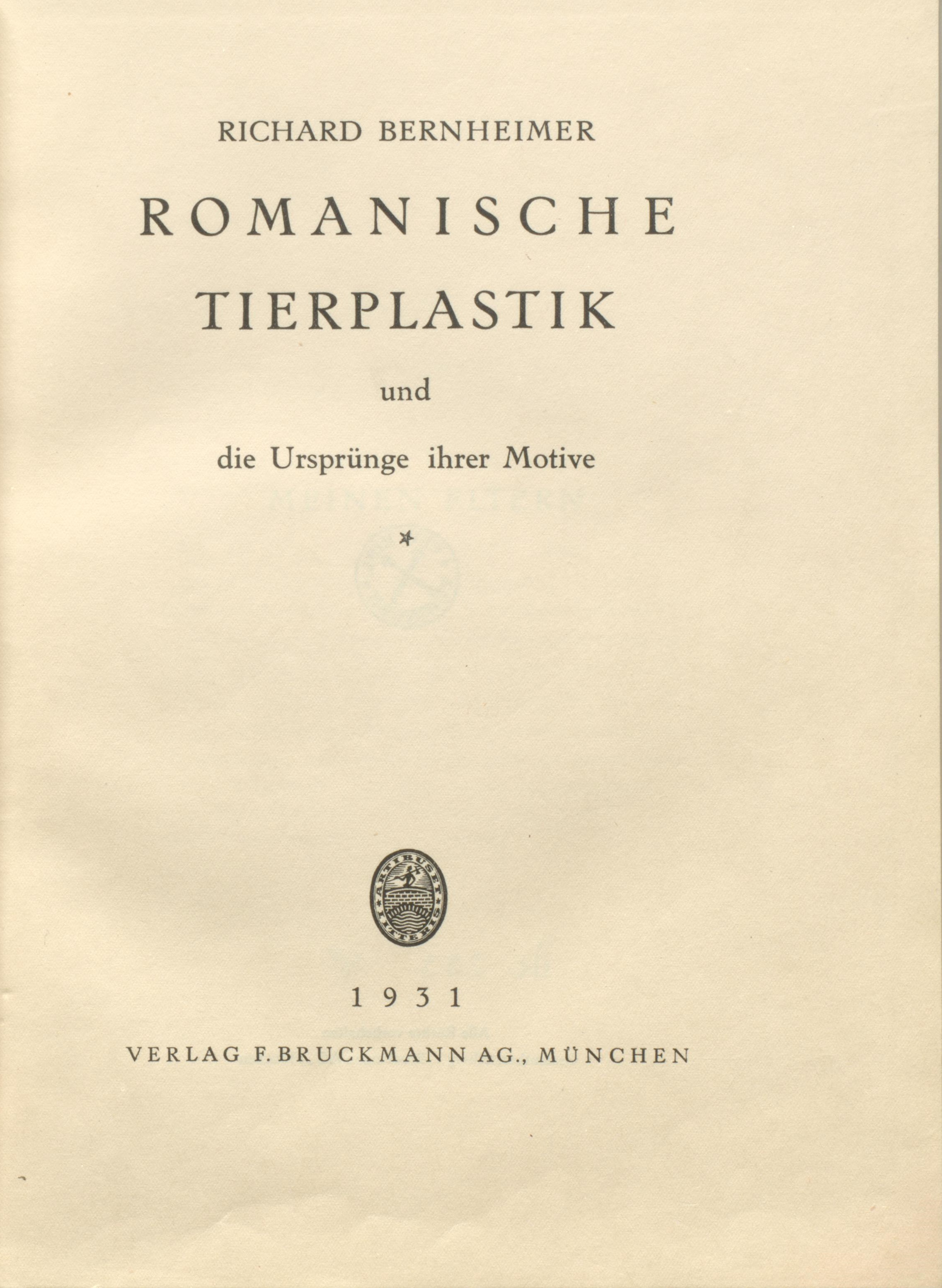
Romanische Tierplastik (1931)

- Romanische Tierplastik und die Ursprünge ihrer Motive. München 1931 (Diss. 1929)
- Sonderausstellung von Khmer und Siamplastiken. München 1931.
- Wild Men in the Middle Ages. A Study in Art, Sentiment and Demonology. Cambridge, Mass.: Harvard Univ. Pr., 1952